# 延斯·范特沃特
延斯·范特沃特（荷蘭語：Jens van 't Wout，2001年10月6日—），荷兰男子短道速滑运动员，2021年世界短道速滑锦标赛男子5000米接力金牌得主、2023年世界短道速滑锦标赛混合2000米接力金牌得主和男子500米铜牌得主、2024年世界短道速滑锦标赛男子1500米银牌得主。